# プラウシオン

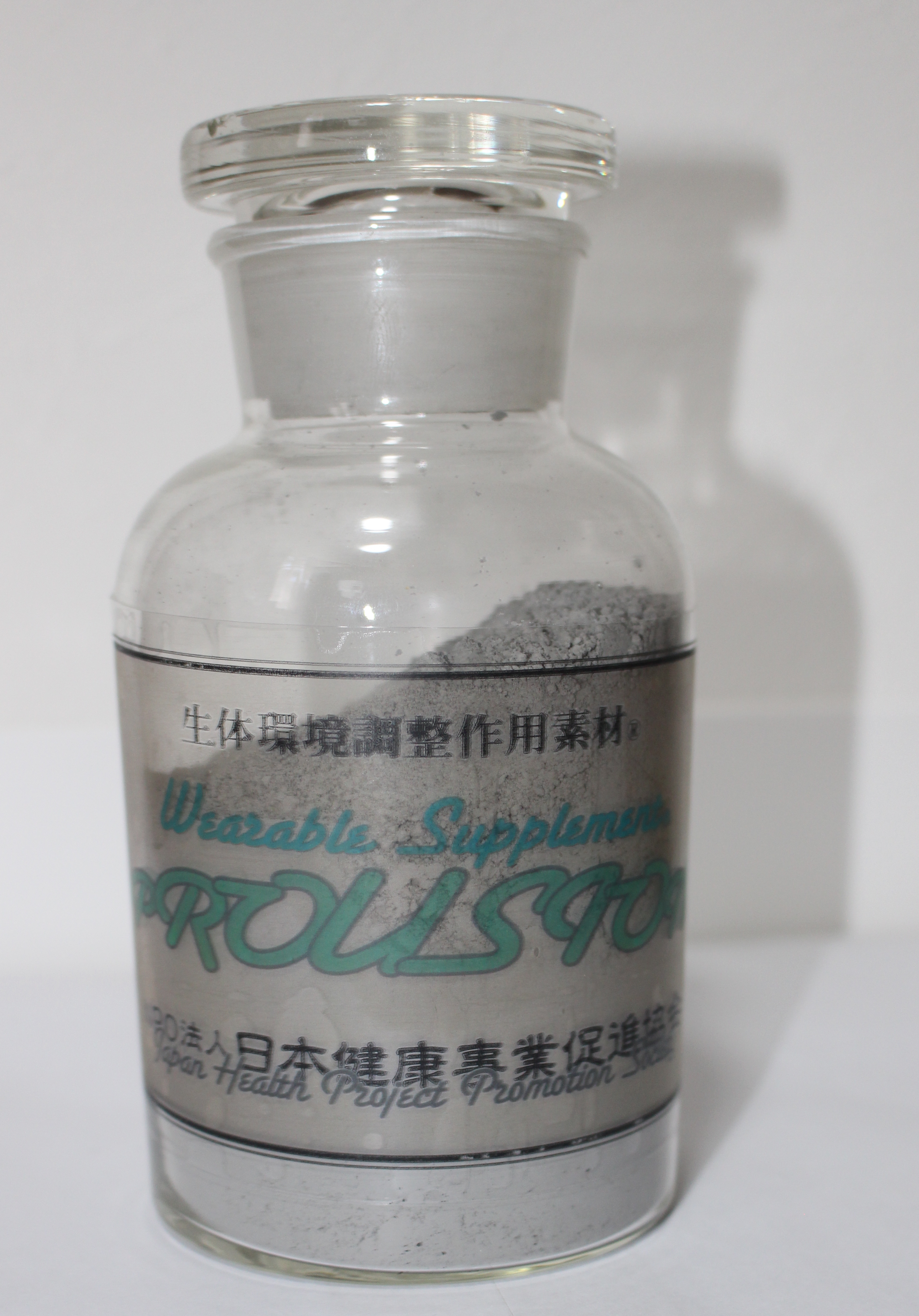

プラウシオン　PROUSION (praʊʃ(ə)n / プラウシオン)Ⓡは数種類の鉱石等の混合体を、μサイズ～nanoサイズに粉砕したものである。

## 概要
1990年代初頭から、メンタル・ヘルス、メンタル・トレーニングの現場で指導されるMental Build-up System (メンタル・ビルドアップ・システム)Ⓡにおいて、生体バランス (Bio-balance) を調整する為に開発された。

### 学術研究
2001～2005年に中国・上海の復旦大学 医学院 中華薬物研究室（Department of Pharmacology, School of Pharmacy, Fudan University Shanghai, China）で学術的に研究された。実験ではまず無毒性、更に「活性酸素（フリーラジカル）の除去」「SOD（抗酸化酵素）の賦活化」が確認され、第12回 中日薬理学会 併 第8回 国際遺伝性高血圧学会で発表されている。
　2005～2010年には、日本・郡山の日本大学 工学部 次世代工学技術開発センター（Worldwide Research Center for Advanced Engineering & Technology, College of Engineering, Nihon University, Japan）において研究が行われた。この研究では「SOD1 mRNAの賦活化」や「MyoD mRNAの賦活化」がされる事が確認され、第21回 日本トレーニング科学会 大会で発表されている。
　代替医療物質として研究が続けられており、当初のものと比べると配合物や配合比率が進化している。
　その主たる効果は、活性酸素除去、高脂血漿抑制、末梢血液循環改善、自律神経系安定である。また、ストレスホルモンの分泌低下やα脳波の増幅、睡眠の質改善などのほか、配合したクリームを活用した筋膜施術での末端冷え性の改善報告や、透過したミネラルウォーターの安全性や含有した貴金属製品の酸化還元能なども認められている。
　その作用は、一般によく言われる遠赤外線効果やマイナスイオン効果ではなく、共鳴によって生体に触れて触媒反応が起こる作用による。
　“ Wearable supplementⓇ ” や “ 生体環境調整作用Ⓡ素材 ” とも呼ばれる。
　素材としてのPROUSIONⓇは還元系であり、天然系のものであれば大概のものに含有、含浸させる事が可能で同様の効果が期待できるが、石油系、化学系の酸化能がある物質とは合わないとされている。